# 6302 Tengukogen
6302 Tengukogen (1989 CF) là một tiểu hành tinh vành đai chính được phát hiện ngày 2 tháng 2 năm 1989 bởi T. Seki ở Geisei.